# انجمن شیمی آمریکا

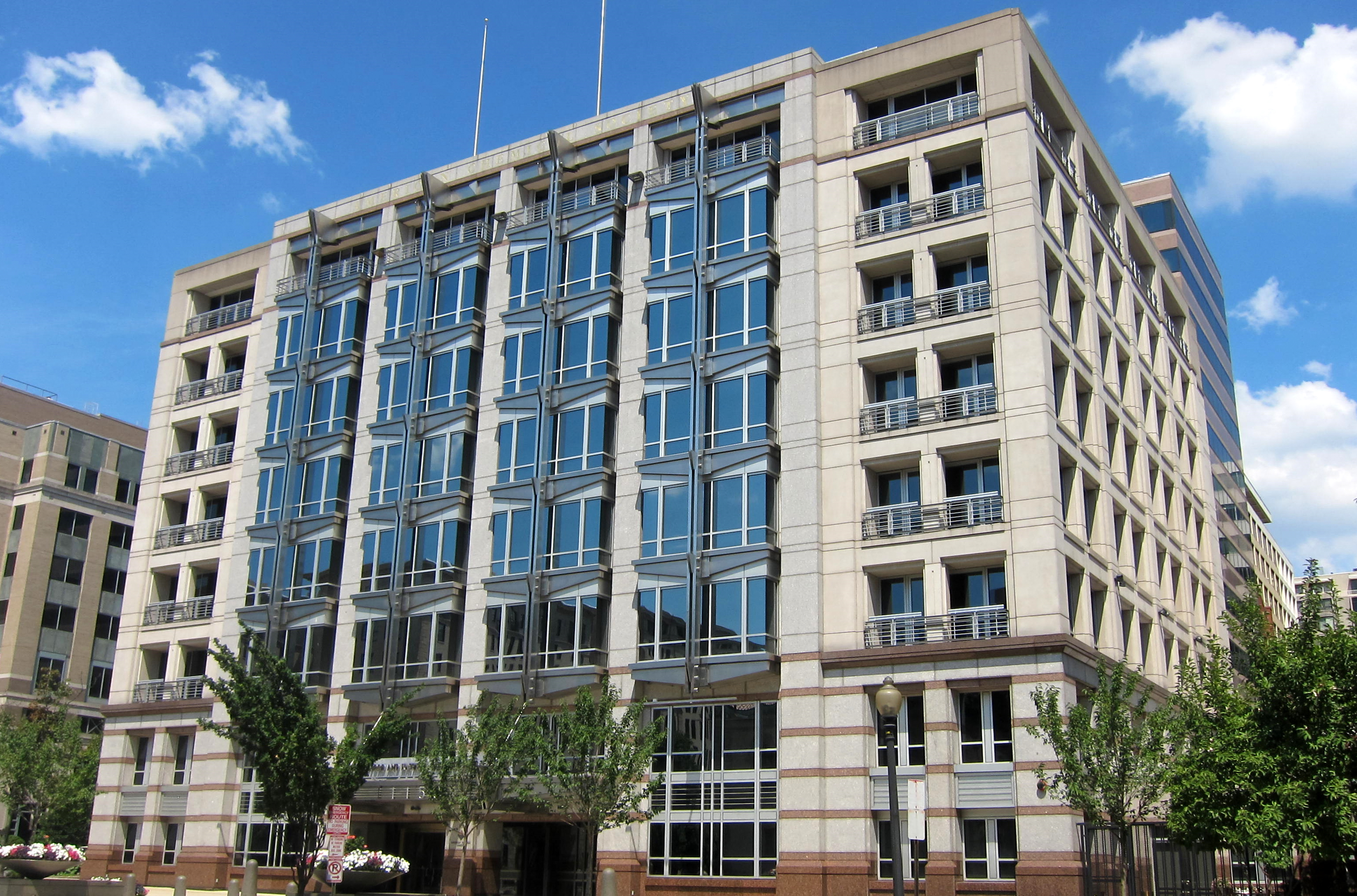

انجمن شیمی آمریکا یا جامعه شیمیایی آمریکا (به انگلیسی: American Chemical Society) معروف به ای سی اس، تأسیس ۱۸۷۶، بزرگترین سازمان علمی جهان است و در آمریکا قرار دارد.
این سازمان ۳۹ ژورنال علمی و بیش از ۱۶۰٬۰۰۰ عضو دارد، و مرکز آن در واشینگتن دی. سی. است.
نشان پریستلی متعلق به این سازمان است.

## مجله‌ها
| - اکونتس آو کمیکال ریسرچ - ACS Applied Materials & Interfaces - ای سی اس کاتالایسیس - ACS Chemical Biology - آی‌سی‌اس نانو - ACS Chemical Neuroscience - ای سی اس ماکرو لترز - ACS Medicinal Chemistry Letters - شیمی تجزیه (مجله) - Biochemistry - Bioconjugate Chemistry - Biomacromolecules - Chemical & Engineering News | - Chemical Research in Toxicology - کمیکال ریویوز - Chemistry of Materials - Crystal Growth & Design - Energy & Fuels - علوم و فناوری محیط زیست - Industrial & Engineering Chemistry Research - Inorganic Chemistry - Journal of Agricultural and Food Chemistry - ژورنال انجمن شیمی امریکا (جکس) - Journal of Chemical & Engineering Data | - مجله آموزش شیمی (Division of Chemical Education) - Journal of Chemical Information and Modeling (formerly Journal of Chemical Information and Computer Sciences) - Journal of Chemical Theory and Computation - Journal of Combinatorial Chemistry - Journal of Medicinal Chemistry - مجله فرآورده‌های طبیعی—Copublished with the Am. Soc. of Pharmacognosy - ژورنال آو اورگانیک کمیستری | - Journal of Physical Chemistry Letters - Journal of Physical Chemistry A - Journal of Physical Chemistry B - Journal of Physical Chemistry C - Journal of Proteome Research - Langmuir - Macromolecules Journal - Molecular Pharmaceutics - Nano Letters - ژورنال اورگانیک لترز - Organic Process Research & Development - اورگانومتالیکس |